# Philip Knight
Pour les articles homonymes, voir Knight.
Philip Knight, né le 24 février 1938 à Portland en Oregon, est un homme d'affaires américain. Il est le fondateur et l'ancien PDG de Nike et l'actionnaire majoritaire du studio d'animation Laika. Il est le président du directoire de Nike depuis 2006.

## Biographie

### Formation
Phil Knight effectue ses études secondaires à l'école de Cleveland puis s'inscrit à l'Université de l'Oregon où il obtient un bachelor en journalisme en 1959. Il obtient une maîtrise en administration des affaires (MBA) à l'université Stanford en 1962.

### Carrière
Durant ses études, Phil Knight, aussi surnommé "Buck", ne passe pas le plus clair de son temps sur les bancs de la fac mais surtout dans les stades d'athlétisme de l'Oregon où il pratique le demi-fond. Il commence à vendre des chaussures en 1964 en s'associant avec la marque japonaise ASICS, avant de créer la marque Blue Ribbon Sports avec son ancien entraîneur, Bill Bowerman.
Rapidement l'entreprise s'agrandit et les premières chaussures de sport, baptisées Tigres, deviennent rapidement culte chez les coureurs. En 1966, Philip Knight ouvre le premier magasin de la compagnie à Santa Monica, en Californie.
En 1971, Jeff Johnsonn, un ami de Philip Knight, suggère le nom Nike, du nom de la déesse grecque Niké, qui symbolise la Victoire. La même année, une étudiante en art graphique, Carolyn Davidson, conçoit le logo de Nike, pour 35 dollars, le Swoosh.
La première ligne de chaussures Nike fait ses débuts en 1972 et l'entreprise Blue Ribbon Sports prend officiellement le nom de Nike Inc. le 31 décembre 1981. En 1981, Nike devient le numéro 1 de la chaussure de sport aux États-Unis. L'entreprise entre alors en Bourse.
En 2002, Philip Knight procède à l'acquisition des studios d'animation Will Vinton (qu'il rebaptise Laika en 2005) et place son fils Travis Knight à leur tête.
En 2004, Philip Knight démissionne de son poste de chef exécutif de la société mais demeure président du conseil d'administration de Nike Inc, pour reprendre ensuite le poste de Président Directeur Général de Nike Inc en 2006.

## Distinctions
- En 1992, il est nommé « L'homme le plus puissant dans le sport » par le magazine The Sporting News.
- En 2000, il est intégré à l'Oregon Sports Hall of Fame pour son exceptionnelle contribution au sport dans l'État de l'Oregon[12].

## Fortune
Sa fortune est estimée à 42,5 milliards de dollars (selon le magazine Forbes), ce qui fait de lui le 24e homme le plus riche au monde.

## Ouvrage
- Philip Knight, L’art de la victoire, Hugo Doc, 2017. / (Shoe Dog: A Memoir by the Creator of NIKE by Phil Knight pour la version originale)

## Dans la culture populaire
Il est incarné par Ben Affleck dans le film Air Jordan (2023).